# Kōriyama-shuku Honjin
Le Kōriyama-shuku Honjin (郡山宿本陣, Kōriyama-shuku Honjin) est un honjin de l'époque d'Edo situé à Ibaraki, dans la préfecture d'Osaka, au Japon. L’établissement a été désigné lieu historique national en 1948. Il est également appelé Tsubaki Honjin (椿の本陣) en référence à un grand camélia du Japon qui se trouvait près de sa porte principale.

## Histoire
Un honjin (本陣)  est une auberge pour les fonctionnaires du gouvernement, en particulier pour les daimyōs et autres représentants du shogunat Tokugawa, généralement situé dans des relais de poste (shukuba) sur les routes principales pendant la dernière partie de l'époque d'Edo. De nombreux honjin étaient initialement les résidences personnelles des dirigeants des villages et des villes, et ils ont été agrandis après leur désignation officielle. En échange, les propriétaires ont obtenu divers droits spéciaux, notamment le droit à un nom de famille et celui de porter une épée. Les honjin étaient généralement utilisés par les daimyōs et une partie de leur entourage lors de leurs déplacements vers et depuis Edo sur les sankin-kōtai. Les voyageurs ordinaires, quel que soit leur statut ou leur argent, ne pouvaient pas séjourner dans un honjin.
Le honjin Kōriyama était situé sur le Saigoku Kaidō (西国街道), la route principale reliant Kyoto à Shimonoseki. C'était la route utilisée par la plupart des daimyō de l'ouest du Japon, et elle comportait 50 stations, dont Kōriyama-shuku était la troisième étape depuis Kyoto. Il est situé presque au milieu de la route entre Fushimi à Kyoto et Nishinomiya. Il a été fondé en 1635, mais Les structures actuelles datent de 1718, lorsque le honjin a été reconstruit après un incendie. Les livres d'hébergement de 1696 (Genroku 9) à 1872 (Meiji 3) sont conservés. D'après ces registres, les daimyos du sankin kōtai séjournaient à l'auberge en moyenne entre huit et quinze fois par an, bien qu'entre 1740 et 1750, la moyenne était de 30 fois et entre 1711 et 1863[pas clair], ce nombre était de 45 fois. Parmi ces visites, on peut mentionner celle d'Asano Naganori en 1700, un an avant le célèbre incident des 47 rōnin. De plus, l'empereur Meiji a séjourné au honjin en 1867, alors qu'il était encore prince héritier, lors de sa visite dans la province de Chōshū.
Orienté au sud sur la route Saigoku, le honjin se compose de deux bâtiments principaux aux toits de tuiles, de trois entrepôts kura, d'une grange et d'une salle de cérémonie du thé. Le site est toujours la propriété privée de la famille d'origine et, en principe, la réservation est nécessaire pour les visites, bien que des expositions publiques spéciales soient organisées deux fois par an, au cours desquelles aucune réservation n'est requise.

## Galerie

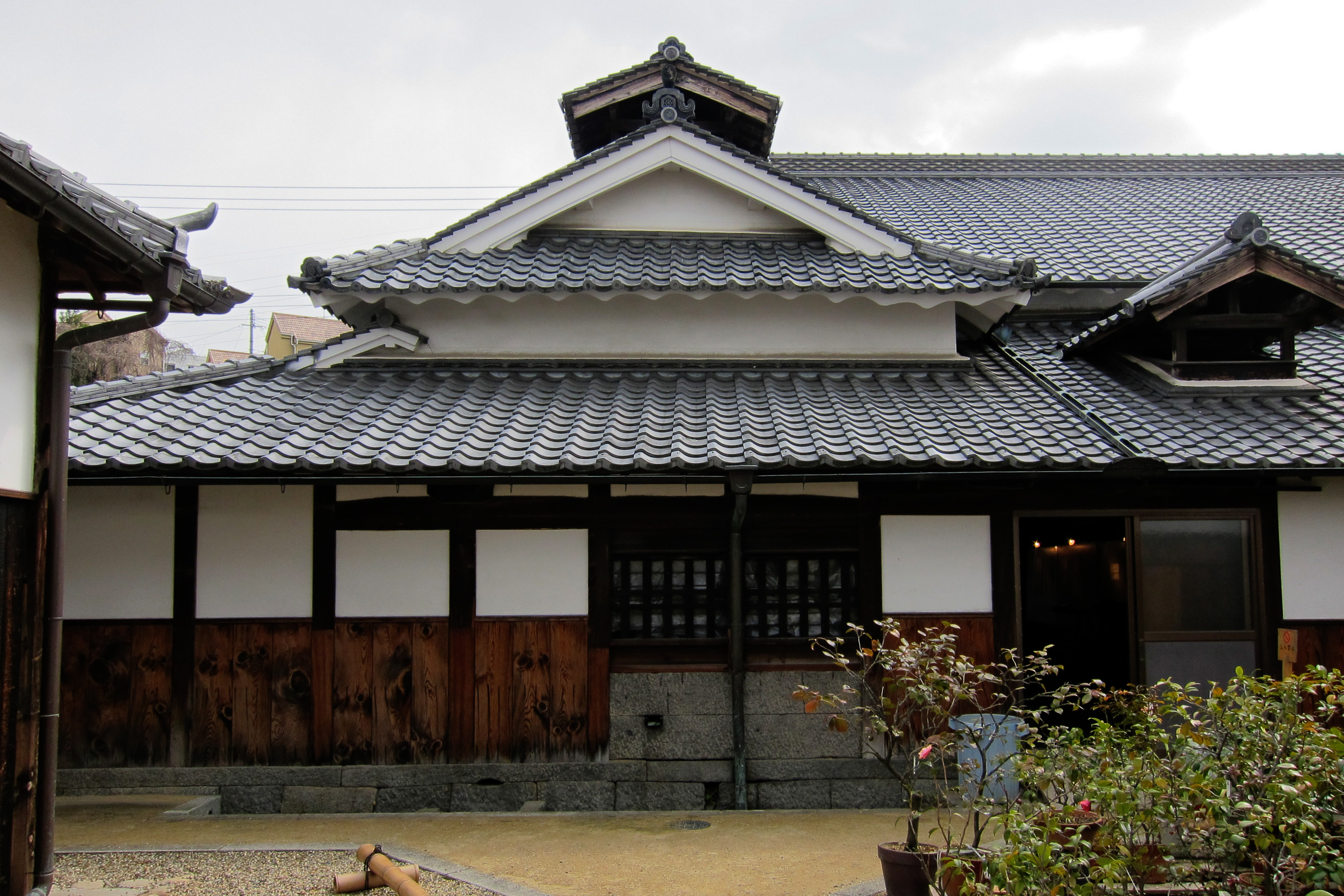
Toits de tuiles.
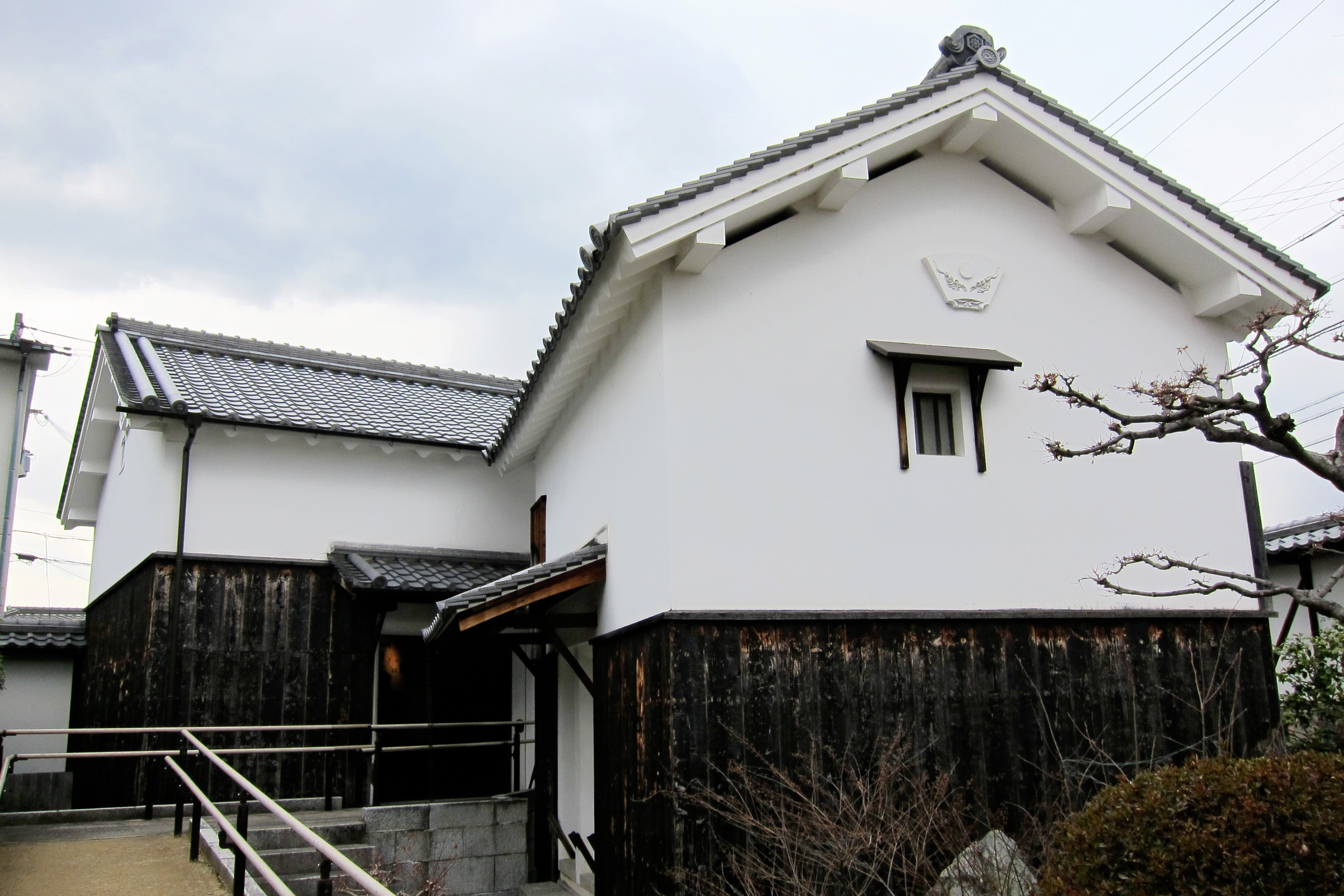
Entrepôts.
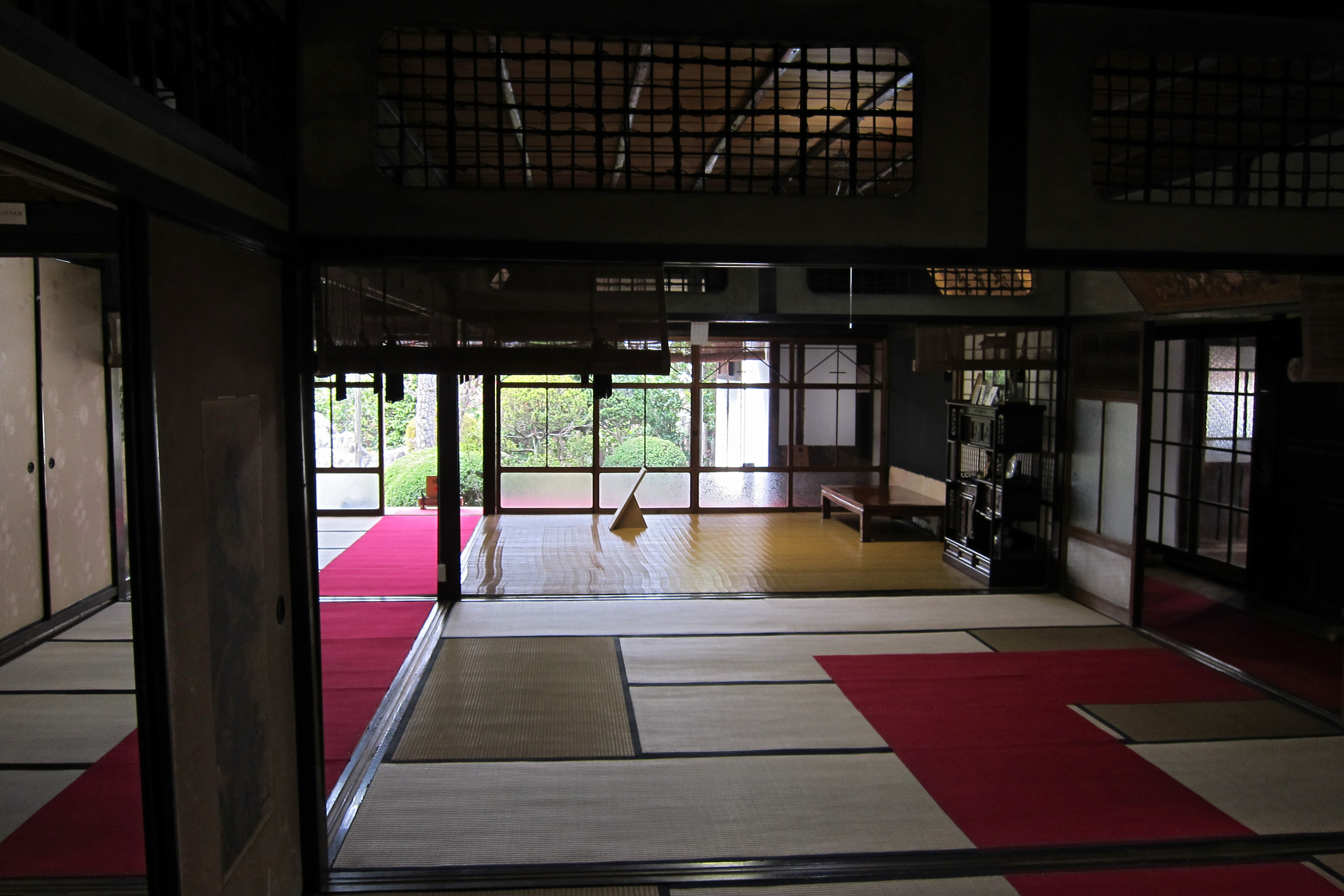
Intérieur.